# Javi Puado
Javi Puado, född 25 maj 1998, är en spansk fotbollsspelare.
Han blev olympisk silvermedaljör i fotboll vid sommarspelen 2020 i Tokyo.